# ترفنس
ترفنس (به آلمانی: Terfens) یک منطقهٔ مسکونی در اتریش است که در شواس واقع شده‌است. ترفنس ۱۵٫۲۲ کیلومتر مربع مساحت دارد ۵۹۱ متر بالاتر از سطح دریا واقع شده‌است.